# Vogtia spinosa
Vogtia spinosa is een hydroïdpoliep uit de familie Hippopodiidae. De poliep komt uit het geslacht Vogtia. Vogtia spinosa werd in 1860 voor het eerst wetenschappelijk beschreven door Keferstein & Ehlers. 